# LO
 For alternative betydninger, se LO (flertydig). (Se også artikler, som begynder med LO)
 Der er for få eller ingen kildehenvisninger i denne artikel, hvilket er et problem. Du kan hjælpe ved at angive troværdige kilder til de påstande, som fremføres i artiklen.

LO – eller Landsorganisationen i Danmark – var en faglig hovedorganisation for 17 danske fagforbund. LO varetog især politiske og overordnede overenskomstmæssige opgaver. LO's modpart på arbejdsgiversiden var Dansk Arbejdsgiverforening (DA).
Den 13. april 2018 godkendte LO og FTF stiftelsen af en ny fælles hovedorganisation ved navn Fagbevægelsens Hovedorganisation, forkortet FH. Siden d. 1. januar 2019 er FH en realitet.

## Historie
Arbejdsgiverne havde i 1896 dannet Dansk Arbejdsgiverforening, og selvom der var modvilje mod at opgive deres selvstændighed blandt mange fagforbund stod det klart, at fagbevægelsen måtte have et modstykke i form af en fælles hovedorganisation. De Samvirkende Fagforbund (forkortet DsF) blev derfor grundlagt i 1898 med Jens Jensen som formand. Organisationen skiftede i 1959 navn til LO efter svensk forbillede.
I perioden 1987-2001 gav LO driftstilskud til avisen Aktuelt.

## LO – opbygning og struktur
LO tog sig af fagbevægelsens overordnede opgaver på tværs af faglige områder. LO var det forum, hvor medlemsforbundene koordinerede indsatser og holdninger i de tilfælde, hvor det var hensigtsmæssigt.
LO var faglig hovedorganisation for 17 medlemsforbund, der hver især havde mellem 393 og 297.703 medlemmer (ultimo 2014). I alt var 1.049.684 lønmodtagere således organiseret i et forbund under LO-paraplyen.
Disse 17 fagforbund var medlemmer af LO:
| Fagforbund                                 | Medlemstal |
| ------------------------------------------ | ---------- |
| Blik og Rørarbejderforbundet i Danmark     | 10.013     |
| Dansk Artist Forbund (DAF)                 | 1.290      |
| Dansk EL-Forbund                           | 29.331     |
| Dansk Frisør og Kosmetiker Forbund         | 4.319      |
| Dansk Funktionærforbund - Serviceforbundet | 16.063     |
| Dansk Jernbaneforbund (DJF)                | 5.592      |
| Dansk Metal                                | 118.595    |
| Fagligt Fælles Forbund (3F)                | 344.396    |
| FOA - Fag og Arbejde                       | 195.955    |
| Fængselsforbundet i Danmark                | 3.345      |
| HK/Danmark                                 | 290.306    |
| Hærens Konstabel- og Korporalforening      | 4.372      |
| Håndbold Spiller Foreningen                | 393        |
| Malerforbundet i Danmark                   | 11.296     |
| Fødevareforbundet NNF                      | 21.517     |
| Socialpædagogernes Landsforbund (SL)       | 38.312     |
| Spillerforeningen (SPF)                    | 1.003      |
| Teknisk Landsforbund (TL)                  | 26.697     |

### Karteller inden for LO
- CO-industri
- Bygge- Anlægs- og Trækartellet
- Grafisk Industri- & Medie Kartel
- Handelskartellet i Danmark
- Offentligt Ansattes Organisationer

## Ledelse
LO's øverste myndighed var kongressen, der indkaldtes hver 4. år (seneste gang i 2015). Kongressen valgte bl.a. formand og to næstformænd.
I perioden mellem LO's sidste kongres i 2015 og LO's ophør i 2018 var Lizette Risgaard formand, mens Arne Grevsen var næstformand.
Indtil midten af 1990'erne udpegede Socialdemokratiet to medlemmer til LO's forretningsudvalg, ligesom LO havde to medlemmer i Socialdemokratiets forretningsudvalg. Selvom det tætte organisatoriske bånd derefter ophørte, arbejdede LO og Socialdemokratiet fortsat tæt sammen.

## LO's opgaver
LO var forbundenes fælles stemme i forhold til Folketinget, Regeringen og EU. LO deltog i trepartsforhandlinger om lovgivning på arbejdsmarkedsområdet og afgav høringssvar til lovgivning på hele velfærdsområdet.
LO indgik og reviderede hovedaftaler med arbejdsgiverorganisationerne og koordinerede overenskomstforhandlinger og -konflikter i visse situationer.
LO repræsenterede medlemsforbundene i de internationale arbejdstagerorganisationer som den Nordiske Faglige Sammenslutning (NFS), den Europæiske Faglige Sammenslutning (EFS) og International Faglig Sammenslutning (IFS).
LO havde et kontor i Bruxelles, der søgte at påvirke lovgivningsprocessen i EU.
LO deltog i forhandlingerne i verdenshandelsorganisationen WTO, der fastlægger rammerne for, hvordan samhandelen mellem landene foregår og repræsenterede lønmodtagerne i FN-organet ILO, der er den Internationale arbejdsorganisation.
LO's juridiske afdeling førte medlemsforbundenes sager i arbejdsretten og LO gav de enkelte forbund juridisk bistand på konkrete områder i de tilfælde, hvor forbundene ønskede det.

### Fagbevægelsens Interne Uddannelser
Fagbevægelsens Interne Uddannelser (kort: FIU) er LO-forbundenes fælles kursussystem. Det tilbyder uddannelse for tillidsvalgte og fagligt aktive i fagbevægelsen.[kilde mangler]

## Det danske arbejdsmarked
Grundstenen i LO's virke var den såkaldte 'danske model'.
Det danske arbejdsmarkedssystem bygger på selvstyre – i modsætning til lande, hvor arbejdsmarkedet er styret af lovgivning.
Den danske model betyder, at arbejdsgivere og lønmodtagere laver frivillige overenskomster om løn- og arbejdsforhold.
Ideen om, at arbejdsmarkedets parter drøfter og aftaler væsentlige spørgsmål, blev grundlagt med Septemberforliget i 1899, der senere blev til Hovedaftalen – arbejdsmarkedets grundlov.
Det danske arbejdsmarked er derfor karakteriseret ved, at der ikke lovgives på centrale områder som f.eks. løn og arbejdstid, og at det er organisationerne, der aftaler reglerne, ikke Folketinget eller regeringen.

## Rækken af LO's formænd
1. Maler Jens Jensen (1898 - 1903)[10]
2. Snedker Christian Martin Olsen (1903 - 1909)[11]
3. Skomager Carl F. Madsen (1909 - 1929)[12]
4. Cigarmager Vilhelm Nygaard (1929 - 1936)[13]
5. Cigarmager Christian Jensen (1937 - 1938)
6. Billedskærer Knud V. Jensen (1939)
7. Arbejdsmand Laurits Hansen (1939 - 1942)[14]
8. Lagerarbejder Eiler Jensen (1943 - 1967)[15]
9. Former Thomas Nielsen (1967 - 1982)[16]
10. Blikkenslager Knud Christensen (1982 - 1987)
11. Specialarbejder Finn Thorgrimson (1987 - 1996)[17]
12. Blikkenslager Hans Jensen (1996 - 2007)[18]
13. Fiskeriarbejder Harald Børsting (2007 - 2015)[19]
14. Kontorassistent Lizette Risgaard (2015 - 2018),[20] LO's eneste kvindelige formand, som blev FH's første formand.